# مارتین لیگا
مارتین لیگا (انگلیسی: Martín Ligüera؛ زادهٔ ۹ نوامبر ۱۹۸۰) بازیکن سابق فوتبال اهل اروگوئه است که در پست هافبک تهاجمی بازی‌ می‌کرد. او مربی فوتبال است.
وی همچنین در تیم ملی فوتبال اروگوئه بازی کرده‌است.